# Asesinato de Vicki Lynne Hoskinson
Vicki Lynne Hoskinson (2 de febrero de 1976 - septiembre de 1984) fue una niña de 8 años estadounidense víctima de asesinato, que desapareció mientras montaba en bicicleta para enviar una tarjeta de cumpleaños a su tía en Tucson, Arizona. Su secuestrador, Frank Jarvis Atwood (29 de enero de 1956 - 8 de junio de 2022), fue rastreado a través del testimonio de testigos y evidencia física (que el secuestrador alegó en una apelación posterior que se plantó en su automóvil). Siete meses después, los restos de Vicki fueron encontrados en un área desértica a 32 km (20 millas) de distancia y Atwood fue declarado culpable de asesinato en primer grado. Atwood fue condenado a muerte y fue ejecutado por inyección letal el 8 de junio de 2022.

## Desaparición
El lunes 17 de septiembre de 1984, Vicki de 8 años pidió y recibió permiso de su madre, Debbie Carlson, para ir en bicicleta a un buzón para enviarle una tarjeta de cumpleaños a su tía. Esta fue la primera vez que Carlson permitió que alguno de sus hijos saliera solo, previamente usando el "sistema de amigos" (procedimiento en el que dos personas, los "amigos", operan juntos como una sola unidad para que puedan monitorearse y ayudarse mutuamente). Después de 20 minutos, Carlson envió a Stephanie, la hermana de 11 años de Vicki, a buscarla; Stephanie encontró la bicicleta de Vicki tirada al costado del camino a unas cuadras de distancia y a una cuadra de la escuela primaria. Carlson colocó la bicicleta de Vicki en el maletero de su auto y llamó al Departamento del Sheriff del Condado de Pima. El detective Gary Dhaemers respondió y unas horas más tarde se instaló un centro de mando.

## Aprehensión del sospechoso
No mucho después de que se hiciera público el secuestro de Hoskinson, un informador informó haber visto a una niña que coincidía con la descripción de la víctima en una tienda, acompañada de una mujer adulta. Se creó un boceto compuesto de la compañera de la niña, pero finalmente, la policía determinó que el avistamiento no estaba relacionado con el secuestro de Hoskinson.
Después de entrevistas con posibles testigos, Sam Hall, entrenador de una escuela primaria, dijo que vio a un conductor de aspecto sospechoso estacionado en un vehículo en un callejón al lado de la escuela el día que Vicki desapareció. Hall había estado supervisando un grupo de estudiantes en el juego cuando se dio cuenta de un vehículo sospechoso. Según Hall, el conductor hacía gestos extraños y luchaba con la palanca de cambios manual. Memorizó la matrícula, corrió a su auto a buscar una libreta y la anotó. Más tarde se la dio a la policía después de escuchar que Vicki había desaparecido. Una niña dijo que el conductor le hizo un gesto obsceno mientras pasaba por su casa. Otro vio al conductor chocar contra un poste telefónico.
El número de matrícula condujo a un hombre de Los Ángeles de 28 años llamado Frank Jarvis Atwood. Los agentes realizaron una verificación de antecedentes y encontraron cargos de secuestro y abuso de menores. Atwood estaba en libertad condicional en California por abuso sexual de un niño de 8 años. Fueron a la dirección donde estaba registrado el vehículo de Atwood. Era el hogar de los padres de Atwood, Frank Jarvis Atwood Sr., un general de brigada retirado del ejército, y su esposa, que era muy protectora con su hijo. Unas horas más tarde, Atwood llamó a sus padres y les dijo que su automóvil se había averiado en Texas y que necesitaba una transferencia de dinero para repararlo. Su madre anotó la dirección en Kerrville, Texas, donde Atwood esperaba una nueva llamada. Su padre copió la información y condujo hasta un teléfono público cercano e informó la dirección al FBI. Agentes del FBI en Texas detuvieron a Atwood y a su compañero de viaje, James McDonald, en el taller mecánico el 20 de septiembre y confiscaron el automóvil.
Durante el interrogatorio, Atwood dijo a los investigadores que estaba en el vecindario de Vicki el 17 de septiembre, el día que ella desapareció, y se quedó en un parque cercano. Alrededor de las 3:00 p. m., salió a comprar drogas y regresó al parque alrededor de las 5:00 p. m., pero no dijo dónde estuvo durante el período de dos horas. McDonald corroboró la historia de Atwood y les dijo a los investigadores que él y Atwood tuvieron una discusión en el parque alrededor de las 3:00. Después de eso, Atwood se fue por dos horas y regresó con manchas de sangre en las manos y la ropa. Atwood le dijo a McDonald que se peleó con un traficante de drogas y lo apuñaló. Los investigadores encontraron a dos hombres que afirmaron que Atwood pasó dos noches en su remolque. Uno de ellos, conocido como Mad Dog, afirmó que la ropa y las manos de Atwood estaban manchadas de sangre y que le habían sugerido que se deshiciera de su ropa.

## Evidencia
Aunque no se pudo relacionar ninguna prueba física del coche con la persona de Vicki, los expertos en reconstrucción de accidentes compararon la pintura rosa del parachoques delantero del vehículo de Atwood con el color de la pintura de la bicicleta de Vicki, y rastrearon los daños en el parachoques del vehículo hasta uno de los pedales de la bicicleta. También se encontraron restos de níquel del parachoques en la bicicleta. Al volver al lugar donde se encontró la bici, los investigadores descubrieron daños en el poste del buzón a unos 30 centímetros del suelo, consistentes con la altura del coche deportivo de Atwood, y creyeron que era el lugar donde el coche supuestamente golpeó la bicicleta de Vicki a baja velocidad. La ropa de Atwood del día de la desaparición de Vicki nunca se recuperó.

## Arresto y juicio
Diez días después de la desaparición de Vicki, Atwood fue arrestado y acusado de un cargo de secuestro. Un mes después de la desaparición de Vicki, Atwood fue extraditado de Texas a Arizona para responder a los cargos en su contra. El 3 de diciembre de 1984, Atwood se declaró inocente de los cargos de secuestro. Debido a la publicidad del caso en Tucson, el juicio se trasladó a Phoenix. La selección del jurado tomó casi 6 semanas.

## Descubrimiento de restos
El 12 de abril de 1985, un excursionista encontró un pequeño cráneo humano en el desierto de Sonora, cerca de Tucson, a unas 20 millas (32 km) de donde se había encontrado la bicicleta. El esqueleto había sido esparcido por animales. Por el estado de los restos no se pudo determinar la causa de la muerte, ni si el niño había sido abusado sexualmente. Los registros dentales confirmaron que eran los restos de Vicki. Los rastros de adipocira encontrados en el cráneo fijaron el momento en que el cuerpo había sido colocado en el desierto dentro de las 48 horas posteriores a la desaparición de Vicki.

## Sentencia a muerte
Atwood fue acusado y declarado culpable de asesinato en primer grado, y fue sentenciado a muerte el 8 de mayo de 1987. Durante sus años en el corredor de la muerte, Atwood, según la descripción de la madre de Hoskinson, "se casó, se bautizó en la iglesia ortodoxa griega, obtuvo dos títulos de grado, una licenciatura en inglés/pre-derecho y un máster en literatura. Ha escrito seis libros, cinco de los cuales han sido publicados. También está trabajando con gente de fuera para crear un sitio web". En 2022, era uno de los presos con más tiempo en el corredor de la muerte. Afirmó que la policía había manipulado las pruebas encontradas en su coche, y que no se había encontrado ninguna prueba física que situara a Vicki en su coche. Se le denegaron los recursos para la revisión judicial de su caso.
En abril de 2021, Atwood era uno de los veinte condenados a muerte de Arizona que habían agotado todas sus apelaciones. El 6 de abril de 2021, el fiscal general Mark Brnovich anunció que su oficina buscaba presentar una orden de ejecución para Atwood. Como fue condenado por su delito antes del 26 de noviembre de 1992, se le permitiría elegir la inyección letal o la inhalación de gas como método preferido para morir. Atwood no eligió ningún método, por lo que se optó por defecto por la inyección letal.

## Ejecución de Atwood
El 3 de mayo de 2022, la Corte Suprema de Arizona fijó la fecha de ejecución de Atwood para el 8 de junio de 2022. La clemencia fue rechazada por unanimidad el 24 de mayo de 2022.
Atwood fue ejecutado por inyección letal en la prisión estatal de Florence, Arizona, el 8 de junio de 2022. En su última declaración, Atwood mantuvo su inocencia y no se disculpó con la familia de Vicki Hoskinson. Fue declarado muerto a las 10:16 a. m.
Sus últimas palabras fueron: "Gracias, precioso Padre, por venir hoy y guiarme hacia la fe. Quiero agradecer a mi hermosa esposa que me ha amado con todo lo que tiene. Quiero agradecer a mis amigos y al equipo legal, y a la mayoría de todo, Jesucristo a través de este proceso judicial injusto que condujo a mi salvación. Ruego que el Señor tenga misericordia de todos nosotros y que el Señor tenga misericordia de mí”.

## Legado
Después del asesinato de su hija, Debbie Carlson se convirtió en activista por los derechos de las víctimas. Ayudó a establecer un grupo de defensa de las víctimas llamado "Nosotros, el pueblo"; trabajó para la aprobación de la Declaración de Derechos de las Víctimas de Arizona, que se aprobó en 1990; y ayudó a instituir el sistema de Alerta AMBER del sur de Arizona en 2000.

## En los medios

### Televisión
- El caso fue cubierto en la tercera temporada de Forensic Files y The FBI Files.